# جت پرینتر
جت پرینتر که امروزه به دستگاه تاریخ زن معروف است. (با تکنولوژی TIJ و Pizzo) و امروزه همه این دستگاه را با نام جت پرینتر در سرتاسر دنیا می‌شناسند.

## جت پرینتر ثابت

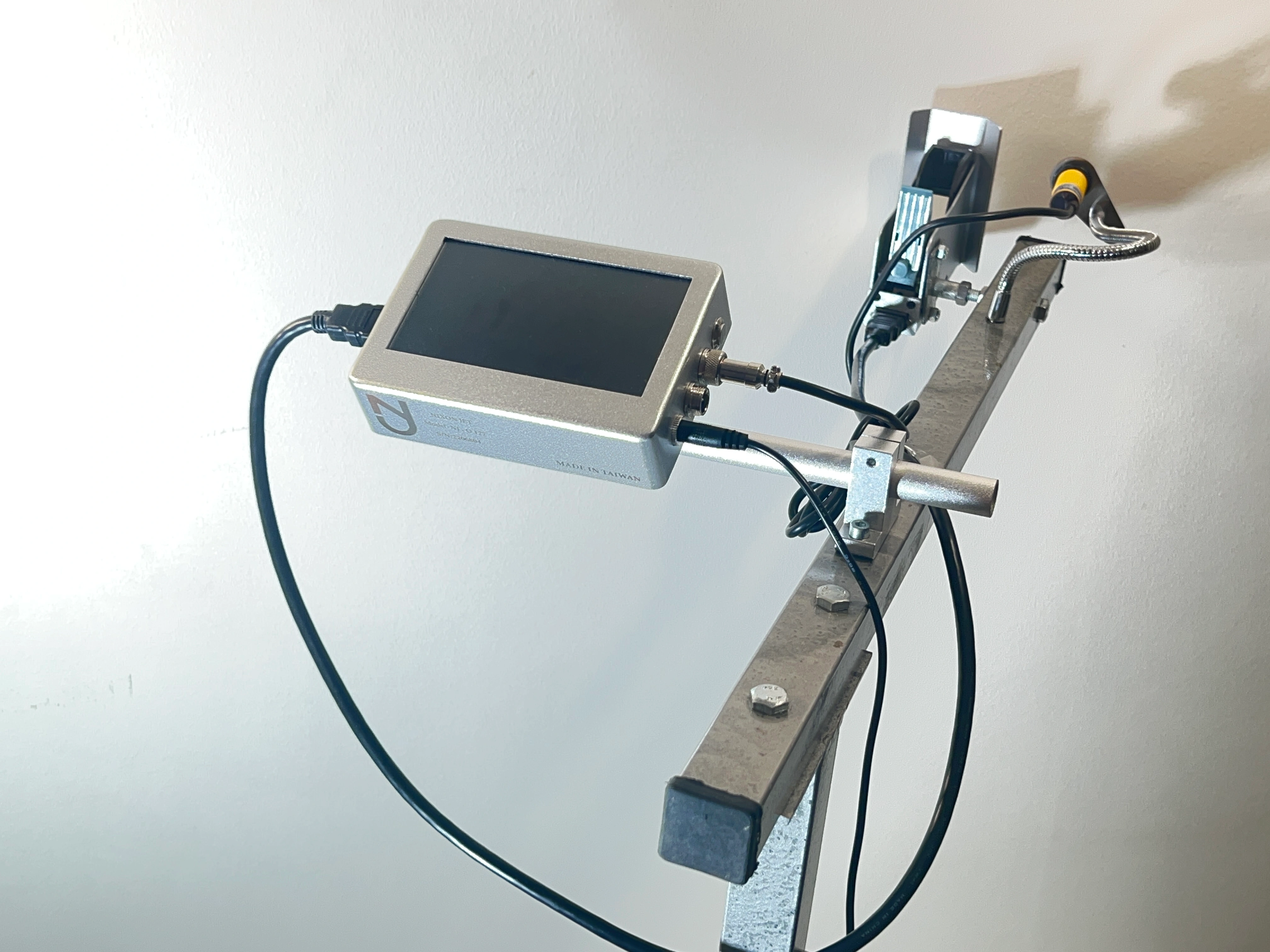
جت پرینتر صنعتی (ثابت) NJ-O127

جت پرینتر ثابت یا جت پرینتر اتوماتیک یک انتخاب عالی و به صرفه برای تولیدکنندگان می‌باشد.
صفحه لمسی و تعداد پورت‌های این دستگاه این امکان رو به خریدار می‌دهد که با هزینه کم کارایی یک دستگاه گران‌قیمت ولی با سرعت چاپ کمی پایین‌تر را در دسترس داشته باشد.
این دستگاه قابلیت اتصال به خط تولید و نوار نقاله را داراست و این چاپگر قابلیت چاپ بر روی سطح چوب، آلومینیوم، شیشه، پلاستیک، پارچه، فلز، تخم مرغ، پک‌های دارو را دارا می‌باشد.
این محصول با قیمت بصرفه و با کارکرد بالا در میان جت پرینترهای صنعتی (ثابت) یک پیشنهاد عالی برای هر کسب و کار صنعتی وتولید کنندگان عزیز می‌باشد

## جت پرینتر دستی

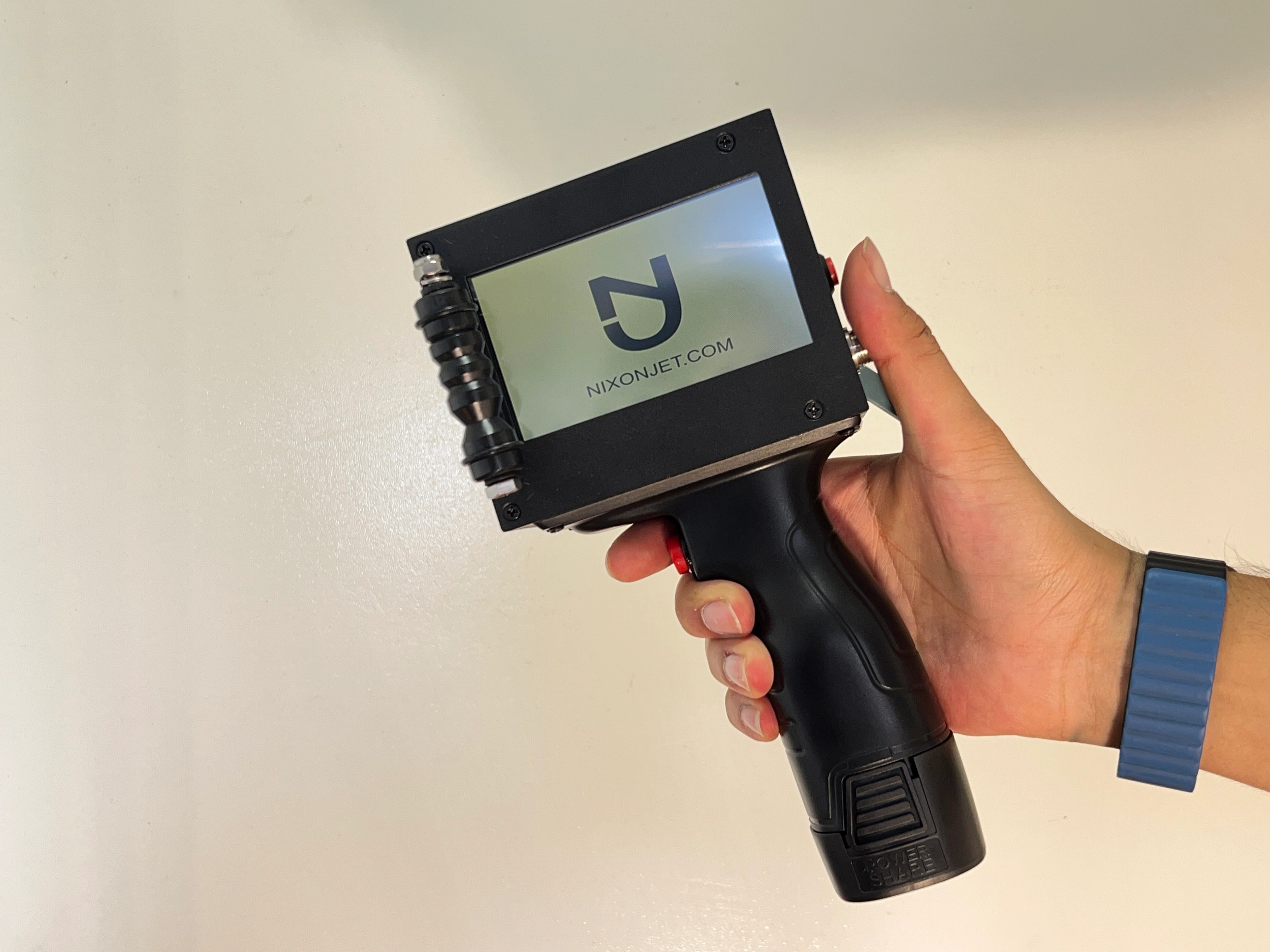
جت پرینتر دستی NJ-H127

جت پرینتر دستی یا همان دستگاه تاریخ زن دستی یکی از پر طرفدارترین جت پرینترهای دستی موجود در بازار است.
این جت پرینتر دستی به دلیل اینکه باطری جت پرینتر آن خارج از دستگاه بوده و به راحتی قابل تعویض است و همچنین دارای پورت چشم اتوماتیک و صفحه نمایشگر لمسی می‌باشد محبوبیت خاصی در بین مصرف‌کنندگان دارد.
این چاپگر تاریخ قابلیت بسیار زیادی را داراست از جمله: این دستگاه قابلیت اتصال به خط تولید و نوار نقاله را داراست
این چاپگر قابلیت چاپ بر روی سطح چوب، آلومینیوم، شیشه، پلاستیک، پارچه، فلز، تخم مرغ، پک‌های دارو را دارا می‌باشد.
جت پرینترهای دستی، دستگاهی سبک و کوچک برای چاپ اطلاعات کالاهاست.
این دستگاه که در ایران به تاریخ زن دستی هم معروف است دارای مدل‌های گوناگونیست. این دستگاه دارای یک صفحه نمایشگر برای کنترل است. از این دستگاه بیشتر برای تولید محصولات با تیراژ پایین استفاده می‌شود. قیمت جت پرینتر نیز مقرون به صرفه است.
جت پرینترهای دستی، یک پرینتر بسیار کوچک یا بهتر است اینگونه بگوییم کوچک‌ترین پرینتر تولید شده در جهان است. جت پرینتری با ابعاد بسیار کوچک، سبک و قابل حمل است. این دستگاه در ایران به بارکد زن، پرینتر صنعتی و تاریخ زن دستی شهرت دارد. از این دستگاه برای چاپ اطلاعات کالاها بر روی بسته‌های آنها استفاده می‌شود. اگر دوست دارید بدانید که جت پرینتر، در کجا استفاده می‌شود، مزیت‌های آن چیست و مدل‌های گوناگون آن چگونه است، تا انتهای متن با ما همراه باشید تا شما را بیشتر با جت پرینتر دستی آشنا کنیم
جت پرینترها اکثراً در کارخانه‌ها و کارگاه‌های تولید استفاده می‌شوند. جت پرینترها به دو نوع ثابت و دستی تقسیم می‌شوند. قیمت جت پرینتر ثابت بسیار بالا است و از آن بیشتر در کارخانه‌های عظیم استفاده می‌شود. ما در این متن می‌خواهیم شما را با تاریخ زن دستی آشنا کنیم. قیمت این پرینتر، نسبت به جت پرینتر ثابت بسیار ارزانتر است و در کمال ناباوری کاربرد استفاده آن بسیار بیشتر است.

## جت پرینتر مینی
جت پرینتر مینی این دستگاه کامل‌ترین و قوی‌ترین جت پرینتر جیبی موجود در جهان است زیرا با توجه به ابعاد کوچک آن همانند تمامی جت پرینترهای بزرگ موجود در دنیا عملیات‌های چاپی شما را انجام خواهد داد اما با ابعادی نزدیک به یک تلفن همراه !
این جت پرینتر دارای صفحه نمایش ۴٫۵ اینچی لمسی می‌باشد که تمامی مشخصات شامل نوشتار پیام ساخت بارکدهای ثابت و متغیر میله ای و QR وانجام عملیات چاپ از ۱ میلیمتر تا ۱۳ میلیمتر را انجام می‌دهد
این دستگاه دارای شفت انکودر کوچک اما بسیار کارامد است تا شما مصرف کنندهٔ محترم به راحتی بتوانید از آن در تمامی فرورفنتگی‌ها و برآمدگی‌ها ی کوچک استفاده کنید
این دستگاه با هدف استفاده در مغازه‌ها و تولیدی‌های کوچک یا رفع نواقص و عیب‌ها در کارخانه‌های بزرگ ساتخته شده است زیرا بسیار کوچک است و نیاز به هیچ فضا و سیستم خاصی ندارد و خود به صورت مستقل تمام نیاز شما از یک جت پرینتر را برطرف می‌کند
جنس بدنه این دستگاه از پلاستیک بوده و بسیار سبک و خوش دست می‌باشد تا اپراتور بتواند به راحتی با ان کار کند یا آن را درجیب خود قرار دهد . از نکات بارز این دستگاه در پوش مخصوص آن است به وسیلهٔ این در پوش دیگر نیازی نیست پس از پایان کار کارتیج جوهر را خارج کنیم و کنار بگذاریم این در پوش دقیقاً مانند درب شیشه ای خود کارتریج عمل می‌کند و باعث جلوگیری از خشک شدن آن می‌شود
این دستگاه قابلیت اتصال یو اس بی را دارد تا اپراتور بتواند هر اطلاعاتی شامل لوگو آرم و شکل مورد نظر را به آن وارد کند و روی سطوح و محصولات مختلف عملیات چاپ را انجام دهد
البته این جت پرینتر دارای ۱۷ فونت مختلف است و شما می‌توانید با این دسنگاه از تمامی آن‌ها بدون محدودیت استفاده کنید که شامل فونت‌های نقطه ای و خطی هستند
به علت دارا بود دهنهٔ خروجی کارتریج می‌توان به راحتی برای سطوح فرورفته یا برآمده مانند درب رنگ و درب قوطی‌های فلزی و پلاستکی مانند بسته‌بندی خرما استفاده کرد
این دستگاه نیاز به هیچ گونه سرویس دوره ندارد و از هرگونه آلودگی شامل جوهر ریزی و استفاده حلال به دور است .

## جت پرینتر صنعتی

#### اگر دقت کرده باشد در بسته‌بندی محصولات دو نوع نوشته با فونت و نحوه چاپ متفاوت دیده می‌شود. در حالت عادی پوششی که برای بسته‌بندی به کار می‌رود در محلی جداگانه تولید می‌شود. در این حالت چاپ اطلاعات با حجم نسبتاً بالا انجام می‌شود. این اطلاعات معمولاً اطلاعات ثابتی هستند که روی همه بسته‌ها تکرار می‌شوند؛ بنابراین منطقی است که این پوشش‌ها به صورت جداگانه تولید شوند. جت پرینترها اگر چه سرعت بالایی دارند و می‌توانند با سرعت بالایی عمل چاپ را انجام دهند.
اما برای چاپ‌هایی که حجم نوشته‌ها بسیار بالا است، مناسب نیستند و معمولاً از سایر روش‌ها چاپ استفاده می‌کنند. اما برخی اطلاعات وجود دارند که به صورت مداوم تغییر می‌یابند؛ بنابراین نیاز است که این تغییرات به سرعت اعمال شوند. برای مثال تاریخ تولید به صورت روزانه تغییر پیدا می‌کند. در این حالت است که جت پرینترهای صنعتی وارد عمل شده و فرایند چاپ را انجام می‌دهند.